# Brestský rajón
Brestský rajón (bělorusky Брэсцкі раён, Берасьцейскі раён, ukrajinsky Берестейський район, rusky Брестский район) je územně-správní jednotkou na jihozápadě Brestské oblasti v Bělorusku. Administrativním centrem rajónu je město Brest (bělorusky Брэст, rusky Брест).

## Geografie
Rajón zaujímá rozlohu přibližně 1 544 km². Rajón se nachází v jihozápadní části Běloruska, hraničí se Žabinkaŭským, Kamjaněckým a Malaryckým rajónem v Brestské oblasti, sdílí 140 km hranic Polskem 37 km s Ukrajinou (Volyňská oblast).
Délka rajónu od severu k jihu je 100 km, od západu na východ 35 km.
Velká část území rajónu (asi 85 %) se nachází v Brestském Polesí, malá severní části leží na Prybužské rovině. Průměrná nadmořská výška se pohybuje od 130 do 150 m, nejvyšší bod měří 186,1 m a nachází se poblíž obce Zapollje.
Rajónem protéká řeka Západní Bug se svými přítoky Ljasnaja, Muchavec, Spanaŭka, Kapajeŭka, Sjeradovský potok a další. Významný ekonomický přínos má řeka Muchavec, která je součástí Dněpersko-bugské vodní cesty.
Na území rajón leží jezera Sjeljachoŭskaje, Stradzjeckaje, Rahazňanskaje, Čornaje, Bjelaje, Tajnaje a Mjadňanskaje. V okolí Sjeljachoŭského jezera se rozkládá biologická rezervace Sjeljachy.
Lesy pokrývají celkem 34.9% území rajóny. Mezi dřevinami dominují borovice, olše lepkavé a břízy. K velkým lesním masivům patří Telminský, Machavjecký a Bjelaazjerský masiv. Bažiny zabírají 4 400 ha půdy (3,1% území rajónu). Celková výměra zemědělské půdy činí 72 300 ha, včetně 24 100 odvodněné půdy.
Mezi přírodní botanické památky státního významu patří Ljutaŭské buky v obci Ljuta, Mjadňanská jedle v Mjadňanském lesním hospodářství a dub se smrkrm nedaleko Brestu.
V rajóně roste 685 druhů vyšších cévnatých rostlin včetně 25 druhů stromů a 32 druhů keřů. Nalezme zde 28 vzácných druhů rostlin a hub zahrnutých v Červené knize Běloruska, například Ptisana salicina, Dianthus carthusianorum, Melittis sarmatica, kosatec sibiřský (Iris sibirica), lilie kudrnatá, břečťan popínavý (Hedera helix), Prunus spinosa (trnka obecná), nepukalka vzplývající (Salvinia natans), leknín bílý (Nymphaea alba) nebo hadovka smrdutá (Phallus impudicus).
Průměrná teplota v lednu činí -4,5 °C a v červenci 18,4 °C. Objem srážek je 608 mm. Vegetační období trvá 208 dnů.
Rajón disponuje velkými prokazetelnými rezervami jílu a hlíny (Šebrinské, Vičulkovské a Heršono-Mitkovské ložisko), štěrku, kačíreku, písku (Muchavjecké ložisko), křídy a rašeliny.

## Demografie
Podle sčítání lidu z roku 2009 žije v rajónu 39 426 obyvatel, což je v průměru 25,26 obyvatel /km². Počet obyvatel činil v roce 1959 — 49 857, v roce 1970 — 44 286, v roce 1979 — 43 195, v roce 1989 — 42 456, v roce 1999 — 45 287 a v roce 2009 — 39 429.
Základem obyvatelstva jsou Bělorusové (83,02 %), následují Rusové (8,13 %), Ukrajinci (6,93 %) a ostatní (1,92 %).

## Administrativní členění
Rajón se skládá ze sídla městského typu Damčava a 148 venkovských sídel. Je rozdělen na 11 venkovských rad (selsovětů), mezi které patří Damačaŭský, Znamjenský, Kljejnikaŭský, Lyščycký, Matykalský, Muchavěcký, Radvanický, Tamašoŭský, Telminský, Čarnaŭčycký a Černinský.
Dne 21. prosince 2007 byly rozhodnutím Brestské oblastní rady (oblastsovětu) z Hjeršonské vesnické rady (selsovětu) vyloučeny vesnice Arkadzija, Bjarnady, Hjeršony, Kacjelňa-Bajarskaja, Micki. Vesnice byly následně zařazeny pod správu města Brest a selsovět byl přejmenován Stradzecký, jehož administrativní centrem se stala obec Stradzeč.
Dne 17. září 2013 byl Stradzecký selsovět zrušen a obce byly připojeny ke Znamjenskému selsovětu. Damačaŭský obecní selsovět byl přeměněn na selsovět bez územních změn.

## Doprava
Rajónem prochází železniční tratě Brest—Minsk—Moskva a Brest—Luniněc, Białystok—Brest, Brest—Kovel a je proťata 350 km silnic celostátního významu a více než 20 km silnic mezinárodního významu. Dálnice spojuje Brest s městy Baranavičy, Pinsk, Kamjeněc, Malaryta a obcí Tamašoŭka. Na jeho území se nacházejí tři hraniční přechody: Kazlovičy — Kukuryki (Polsko), Damačava — Sławatycze (Polsko) a Tamašoŭka — Pulumec (Ukrajina).
Rajónu disponuje mezinárodním letištěm v Brest. Brest je konečným bodem Dněpersko-bugského kanálu. Přepravu cestujících v rajónu poskytují dva státní podniky РУДТП «Автобусний парк № 1 м. Бреста» a РУТП «Брествантажавтосервіс». Rajón má jedno autobusové nádraží ve městě Brest a jedno automobilové nádraží v obci Čarnaŭčycy.

## Ekonomika
Průmyslový sektor v rajónu reprezentují 4 nejdůležitější společnosti — ААТ «Брэсцкае марожанае», ААТ «Чарнаўчыцкі завод ЖБВ», ІП ЗАТ «БЕЛС» a ПУП «Мясныя далікатэсы».
Na území rajónu je provozována bezplatná ekonomická zóna „Brest“.
Hlavním ekonomickým a hospodářským partnerem rajónu v rámci zahraničního obchodu je Rusko (66,1 % z celkového vývozu rajónu). Vývozu dominuje potravinářský průmysl (39,5 %), následuje výrobní průmysl (27,3 %) a výrobky z minerálů (10,5 %). Největším vývozcem jsou obyvatelé ekonomické zóny „Brest“ (ВЕЗ «Брест»).
V průmyslovém sektoru je zaměstnáno více než 3,0 milionu lidí.
Hlavním oborem zemědělství je pěstování obilí, cukrové řepy, zeleniny, mléka a chov dobytku pro maso (skot, prasata, ovce, koně).
Brestský rajón je jedním z největších producentů zemědělských produktů. Její podíl na celkové zemědělské produkci Brestské oblasti činí asi 10 %. Zemědělská půda zabírá 59 tisíc hektarů, z čehož 37 600 ha připadá na ornou půdu, 20 200 hektarů na louky a pastviny.
V zemědělské oblasti působí 5 akciových společností («Меднаўская», «За мір», «Агра-сад Світанак», ГК «Бярэсце»), dvě družstva («Астрамечава», «Чарнаўчыцы»), tři komunální unitární podniky («Маладая гвардыя», «Саўгас Брэсцкі», výběrové a hybridní centrum «Заходні») a státní unitární zemědělský podnik «Племзавод Мухавец». Agrochemický servis provádí zemědělská organizace ААТ «Брэсцкі райаграсэрвіс».

## Památky

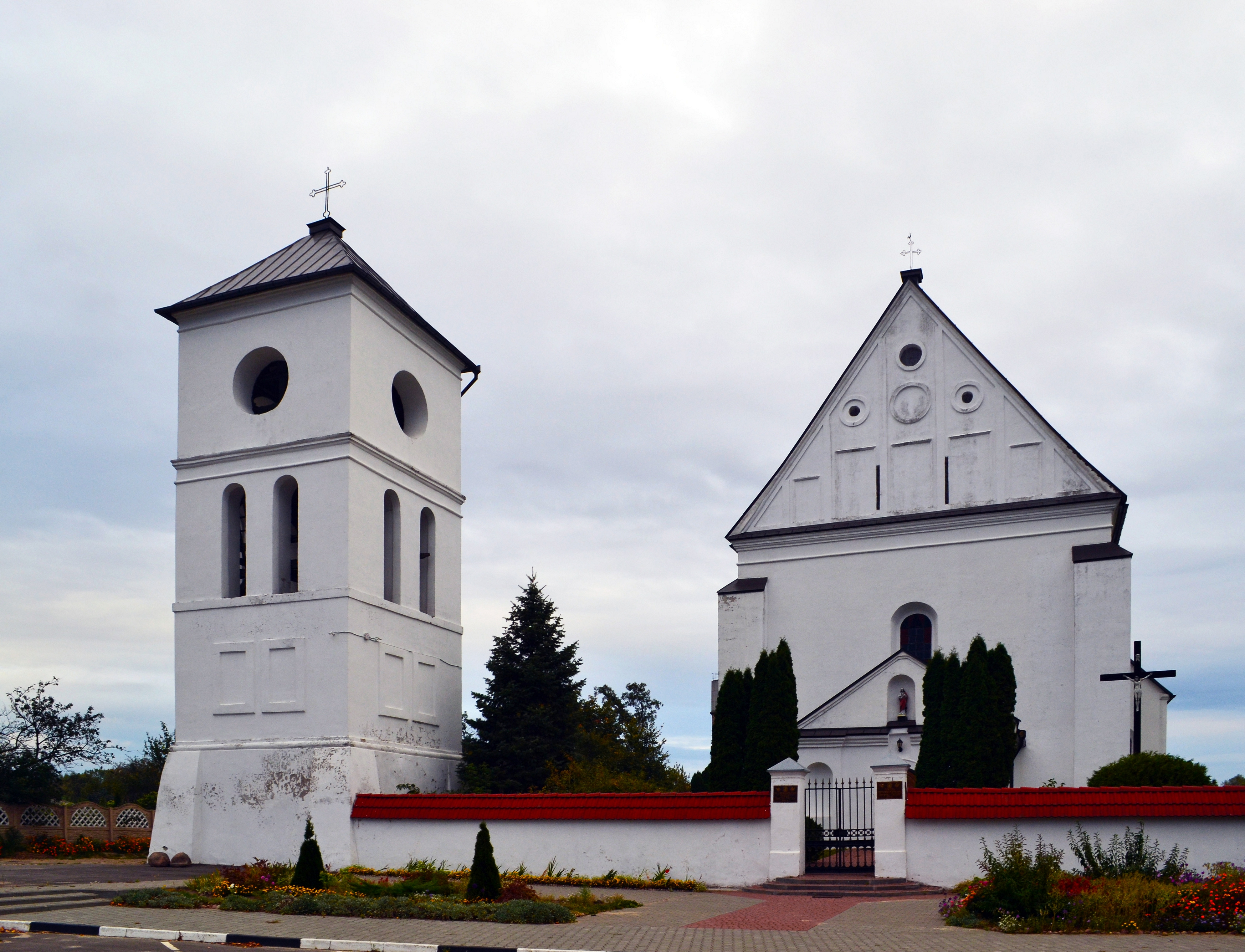
Kostel Nejsvětější Trojice v obci Čarnaŭčycy

- Kostel Nanebevzetí Panny Marie v obci Věljamovičy z roku 1868

- Kostel svatého kříže z 19. století v obci Vistyčy

- Krapasněvská pevnost № 5 v obci Hjeršony, 1878—1888

- Kostel Eliáše z konce 18. a počátku 19. století v obci Dubok

- Kostel svaté Paraskevi se zvonicí v obci Zbirahi, 1610

- Zemědělská usedlost v obci Malyja Zvody, 1875

- Kostel svaté Paraskevi v obci Malyja Ščytniki, 1742 а v obci Pokry, 1739

- Panství rodu Ňamcevičů z 2. poloviny 18. století v obci Skoki, panství rodu Dabryněcků

- Zámeček z konce 19. a počátku 20. století, kostel z 2. poloviny 19. století v obci Syčy

- Kostel Nejsvětější Trojice (1583) a kostel Paraskevi (1733) v obci Čarnaŭčycy

- Kostel svatého Michala a zvonice v obci Čersk, 1701

- Kostel proměnění Páně v obci Šumaki, 1609

## Významní rodáci
- Kazimir Lyščynski (Казімір Лышчынскі) — myslitel, sociální aktivista, učitel ve vesnici Liščincy. V obci Malyja Ščytniki (Малыя Шчытнікі) je instalován jeho památník

- Lidzija Dzmitryjeŭna Bryzha (Лідзія Дзмітрыеўна Брызга) — hrdina socialistické práce

- Kastuš Žmiňko (Кастусь Жмінько) — běloruský básník a malíř

- Pjotr Illič Klimuk (Пётр Ілліч Клімук) — běloruské a sovětský kosmonaut